# Leopold Mikolasch
Leopold Ludwig Mikolasch (* 17. Oktober 1920 in Gmünd; † 12. März 1964 in Wien) war ein österreichischer Fußballspieler, Nationalspieler und Olympiateilnehmer.

## Karriere

### Vereine
Mikolasch gab sein Debüt im Seniorenbereich im Alter von 17 Jahren für den 1. Simmeringer SC am 4. September 1937 (2. Spieltag) bei der 0:2-Niederlage im Auswärtsspiel gegen den First Vienna FC in der Nationalliga, der seinerzeit höchsten Spielklasse. Danach kam er noch am 5. und 7. bis 9. Spieltag zu seinen letzten Saisonspielen für den Verein. Mit dem während der laufenden Saison erfolgten Wechsel zum FK Austria Wien wurde er für diesen – allerdings unter dem erzwungenen Namen SC Ostmark Wien – noch am 13. April 1938 (14. Spieltag) beim 4:1-Sieg im Auswärtsspiel gegen den Favoritner AC und am 27. April 1938 (15. Spieltag) im torlosen Heimspiel gegen den SK Admira Wien eingesetzt.
Auch nach dem Anschluss spielte er für den Verein, jedoch von 1938 – in der Gauliga Ostmark, eine von 16, später auf 23 aufgestockten Gauligen (bzw. ab 1939 Sportbereichsklasse Ostmark, ab 1941 Sportbereichsklasse Donau-Alpenland) als einheitlich höchste Spielklasse während der Zeit des Nationalsozialismus – bis 1944 in der Sportbereichsklasse Donau-Alpenland. Während dieser Zeit bestritt er insgesamt 35 Punktspiele. Danach kam der Spielbetrieb aufgrund des Kriegsverlaufes zum Erliegen. Nach dem Ende des Zweiten Weltkriegs, als der Spielbetrieb wieder aufgenommen wurde, spielte er ab der Saison 1945/46 bis zum Saisonende 1948/49 in der vom Wiener Fußball-Verband organisierten „Wiener Liga“, die Saison 1949/50 in der gesamtösterreichischen Staatsliga. In dieser Zeit bestritt er 74 Punktspiele, in den er ein Tor erzielte und je zweimal die Meisterschaft und den nationalen Vereinspokal gewann.
Seine Spielerkarriere beendete er in der Saison 1950/51 beim Zweitligisten SV Gloggnitz, für den er in fünf Punktspielen eingesetzt wurde und ein Tor erzielte.

### Nationalmannschaft
Mikolasch bestritt acht Länderspiele für die Nationalmannschaft. Sein Debüt gab er am 6. Dezember 1945 im Praterstadion beim 4:1-Sieg im Freundschaftsspiel gegen die Nationalmannschaft Frankreichs.
Nachdem er im April und Oktober 1946 zwei sowie im April und zweimal im Mai 1948 weiter Länderspiele bestritten hatte, gehörte er in diesem Jahr auch zum Kader für das olympische Fußballturnier 1948 in London. Sein einziges Turnierspiel bestritt er am 2. August 1948 an der White Hart Lane bei der 0:3-Niederlage im Achtelfinale gegen die Nationalmannschaft Schwedens. Letztmals spielte er am 3. Oktober 1948 in Budapest bei der 1:2-Niederlage im Freundschaftsspiel gegen die Nationalmannschaft Ungarns.

## Erfolge
- Österreichischer Meister: 1949, 1950
- Österreichischer Pokalsieger: 1948, 1949